# Tomas Mikuckis
Tomas Mikuckis (in russo Томас Микуцкис?; 12 gennaio 1983) è un ex calciatore lituano, di ruolo difensore.

## Carriera

### Club
Dopo aver giocato con varie squadre lituane, nel 2010 si trasferisce al Nižnij Novgorod.

### Nazionale
Conta 2 presenze con la nazionale lituana.

## Palmarès

### Club

#### Competizioni nazionali
- Coppa di Lituania: 1

Žalgiris: 2003
- Supercoppa di Lituania: 1

Žalgiris: 2003